# Người Nhật tại Bắc Triều Tiên
Người Nhật Bản tại Bắc Triều Tiên bao gồm chủ yếu gồm bốn nhóm: tù nhân chiến tranh tại Liên Xô, người Nhật đi cùng với vợ hoặc chồng người Zainichi hồi hương, người đào thoát và nạn nhân bị bắt cóc. Số người vẫn còn sống không được biết.

## Bối cảnh
Năm 1945, với sự kết thúc của chiến tranh thế giới thứ hai và sự sụp đổ của Đế quốc Nhật Bản, 200.000 thực dân Nhật đã bị mắc kẹt ở phía bắc vĩ tuyến 38; tuy nhiên, họ đã được hồi hương về Nhật Bản ngay sau đó. Dòng người Nhật Bản sau chiến tranh sớm nhất và lớn nhất đến Bắc Triều Tiên là không tự nguyện: 27.000 tù nhân từ Liên Xô. Nơi ở hiện tại của họ là không rõ; tài liệu từ tài liệu lưu trữ của Nga cho thấy chỉ có những người ốm yếu được gửi đến Bắc Triều Tiên, trong khi những người đàn ông khỏe mạnh được Liên Xô giữ lại để thực hiện lao động cưỡng bức ở đó.

## Hồi hương
Di cư tự nguyện của Nhật Bản đến Bắc Triều Tiên bắt đầu từ năm 1959, dưới một chiến dịch hồi hương cho người Triều Tiên Zainichi tài trợ bởi tổ chức hoạt động dân tộc và của tổ chức Chongryon, được xem là Đại sứ quán Bắc Triều Tiên trên thực tế. Chongryon nhận được sự hỗ trợ ngầm của chính phủ Nhật Bản và Hoa Kỳ, những người coi người Triều Tiên tại Nhật Bản là "cộng sản" và "tội phạm", theo lời của Đại sứ Hoa Kỳ tại Nhật Bản lúc đó, Douglas MacArthur II; họ hoan nghênh chiến dịch hồi hương như một cách để giảm dân số dân tộc thiểu số. Tổng cộng, 6.637 người Nhật Bản được ước tính đã đi cùng vợ chồng Hàn Quốc đến Bắc Triều Tiên, trong đó 1.828 người vẫn giữ quốc tịch Nhật Bản. Con số của cả người Nhật Bản và Triều Tiên tới Bắc Triều Tiên đã giảm mạnh trong thập niên 1960 do kiến thức về điều kiện kinh tế tồi tệ, phân biệt đối xử xã hội và đàn áp chính trị mà cả người di cư Triều Tiên và Nhật Bản đã quay trở lại Nhật Bản bằng lời nói.
Theo người đào tẩu của Triều Tiên Kang Chol-Hwan, bản thân là con trai của những người tham gia chiến dịch hồi hương, những người vợ Nhật Bản của đàn ông Bắc Triều Tiên đã dẫn đầu cuộc biểu tình chống chính phủ đầu tiên của Bình Nhưỡng trong lịch sử Bắc Triều Tiên, khi họ tổ chức một cuộc biểu tình kêu gọi trở về nhà. Kang cũng chuyển một giai thoại về Kim Nhật Thành bị sốc khi một phụ nữ Nhật Bản xuất hiện khi anh ta đang "thăm viếng" tại một mỏ ở tỉnh Hamgyong Nam và đích thân cầu xin anh ta được phép quay lại Nhật Bản. Hai sự kiện này được cho là động lực cho cuộc thanh trừng những người di cư từ Nhật Bản những năm 1970, trong đó nhiều thành viên Chongryon và gia đình của họ đã bị gửi đến các trại giam hoặc bị giết. [6]Hai phần ba người Nhật di cư đến Bắc Triều Tiên được ước tính đã mất tích hoặc chưa bao giờ được nghe thấy. Tuy nhiên, bất chấp tình hình chính trị khắc nghiệt, di cư đến Bắc Triều Tiên đã không dừng lại hoàn toàn cho đến năm 1984. Kể từ năm 1997, Bắc Triều Tiên đã từ chối cung cấp cho Nhật Bản một danh sách những người Nhật còn sống sót ở nước này, và chỉ cho phép một vài nhóm nhỏ từ 10-15 đến du lịch Nhật Bản. Họ tiếp tục phản đối tập quán của người Nhật khi đề cập đến những chuyến đi như "thăm nhà", thay vào đó họ thích gọi họ là "khách tạm thời" hoặc thậm chí là "phái đoàn chính phủ".

## Người đào ngũ
Chín thành viên của Liên hiệp Hồng quân cộng sản (tiền thân của Hồng quân Nhật Bản) thực hiện vụ không tặc trong năm 1970 nhằm vào Japan Airlines trong chuyến bay 351. Hai trong số họ sau đó đã bị cảnh sát Nhật Bản bắt giữ tại Thái Lan, hai người qua đời tại Bắc Triều Tiên và năm người được cho là vẫn cư trú ở Bình Nhưỡng. Bốn người được xác nhận còn sống vào năm 2004 và Kyodo News đã phỏng vấn và quay phim họ.

## Nạn nhân của vụ bắt cóc công dân ở Bắc Triều Tiên
Vào những năm 1970, Kim Nhật Thành đã ra lệnh bắt cóc người Nhật nhằm cách mạng hóa Triều Tiên. Lý do là Triều Tiên phải được bảo vệ chặt chẽ và phải giả vờ là một nhà cách mạng ở Nhật Bản. Họ cần phải học văn hóa và phong tục của người Nhật và văn hóa của họ để ngụy trang thành người Nhật.
Con số khoảng 70. Kim Jong-Il thừa nhận vụ bắt cóc và đưa ra lời xin lỗi vào ngày 17 tháng 9 năm 2002. Một số người bị bắt cóc đã xin phép chính phủ Bắc Triều Tiên để trở về Nhật Bản dưới danh nghĩa thân nhân.

## Những người đã sinh sống và làm việc tại Bắc Triều Tiên
Ngoài ra còn có những người Nhật làm việc tại Bắc Triều Tiên. Ví dụ, đầu bếp Nhật Bản Kenji Fujimoto là đầu bếp độc quyền của Kim Jong Il và Kim Jong Un, và đã sống ở Bình Nhưỡng trong một thời gian dài.